# Награде Удружења филмских глумаца
Награде Удружења филмских глумаца (енгл. Screen Actors Guild Awards), такође познате као SAG Awards, признања су које додељује Удружење филмских глумаца—Америчка федерација телевизијских и радио-уметника (SAG-AFTRA). Додела је основана 1952. године како би се одликовала изванредне филмске и телевизијске серије у ударном термину. Једна од највећих додела награда у филмској индустрији у Холивуду од 1995. године.

## Категорија

### Филм
- Најбоља глумачка постава у филму
- Најбољи глумац у главној улози
- Најбоља глумица у главној улози
- Најбољи глумац у споредној улози
- Најбоља глумица у споредној улози
- Најбољи каскадери у филму

### Телевизија
- Најбоља глумача постава у драмској серији
- Најбоља глумачка постава у хумористичкој серији
- Најбољи глумац у драмској серији
- Најбоља глумица у драмској серији
- Најбољи глумац у хумористичкој серији
- Најбоља глумица у хумористичкој серији
- Најбољи глумац у мини-серији или телевизијском филму
- Најбоља глумица у мин-серији или ТВ филму
- Најбољи каскадери у ТВ серији

### Животно дело
- Награда Удружења филмских глумаца за животно дело